# Коулвил (Лестършър)
Коулвил (на английски: Coalville) е град в северозападната част на област Лестършър - Ийст Мидландс, Англия. Той е административен и стопански център на община „Северозападен Лестършър“. Населението на града към 2001 година е 32 124 жители.

## География
Коулвил е разположен в югоизточната част по отношение на територията на община Северозападен Лестършър. Най-големият град на областта – Лестър отстои на около 17 километра в югоизточна посока. Приблизително на същото разстояние северно от града се намират южните части на агломерацията на град Дарби в графство Дарбишър.
На около 5 километра източно от града преминава Магистрала М1, която е част от транспортния коридор север-юг (Лийдс - Шефийлд - Нотингам - Лестър - Лондон). На 10 километра северно от града по магистралата е разположено международното летище East Midlands Airport, както и пистата Донингтън парк - местност световноизвестна с провеждането на годишния рок фестивал „Монстърс ъф Рок“.

## Демография
Изменение на населението за период от две десетилетия 1981-2001 година:
| година    | 1981   | 1991   | 2001   |
| --------- | ------ | ------ | ------ |
| население | 28 831 | 30 408 | 32 124 |